# 乌德伊
乌德伊（法語：Oudeuil，法語發音：[udœj]）是法国瓦兹省的一个市镇，属于博韦区。

## 地理
乌德伊（49°32'53"N, 2°1'39"E）面积6.08 平方千米，位于法国上法蘭西大區瓦兹省，该省份为法国北部内陆省份，北起索姆省，西接厄尔省和滨海塞纳省，南至塞纳-马恩省和瓦兹河谷省，东临埃纳省。
与乌德伊接壤的市镇（或旧市镇、城区）包括：布利库尔、泰兰河畔米伊、拉讷维尔叙乌德伊、皮斯勒、圣奥梅尔昂绍塞。

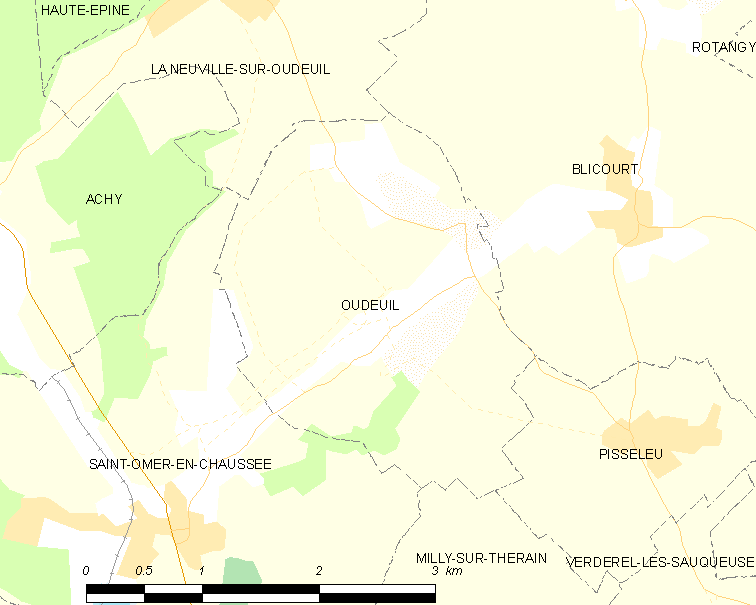
乌德伊的OSM定位图

乌德伊的时区为UTC+01:00、UTC+02:00（夏令时）。

## 行政
乌德伊的邮政编码为60860，INSEE市镇编码为60484。

## 政治
乌德伊所属的省级选区为格朗维利耶县。

## 人口

1962-2008年间乌德伊人口变化图示

乌德伊于2022年1月1日时的人口数量为294人。